# Agusalu
Agusalu est un village de 16 habitants de la commune de Illuka du comté de Viru oriental en Estonie.